# Фейнберг, Самуил Евгеньевич
Самуи́л Евге́ньевич Фе́йнберг (1890, Одесса, Херсонская губерния, Российская империя — 1962, Москва) — русский и советский пианист, музыкальный педагог и композитор. Заслуженный деятель искусств РСФСР (1937). Лауреат Сталинской премии второй степени (1946).

## Биография
Родился 14 (26 мая) 1890 года в Одессе, в семье Евгения Ильича (Исрула-Эйгена) Фейнберга, выпускника юридического факультета Новороссийского университета, и Анны Акимовны Рабинович. Брат — художник Леонид Евгеньевич (Эйгенович) Фейнберг, племянники — поэт и переводчик Сергей Северцев и детская писательница и сценарист Софья Прокофьева. В 1894 году вместе с семьёй переехал в Москву.
Первым педагогом стала Софья Абрамовна Гуревич, учительница его сестры Беллы (Берты, в замужестве Майгур, 1888—1976), впоследствии также известной пианистки. Затем учился музыке у А. Ф. Йенсена, в дальнейшем ученик А. Б. Гольденвейзера (фортепиано) и Н. С. Жиляева (композиция). Окончил Московскую консерваторию в 1911 году, подготовив к исполнению все 48 прелюдий и фуг из цикла И. С. Баха «Хорошо темперированный клавир» (спустя полвека Фейнберг целиком записал это произведение).
После объявления Первой мировой войны был призван в армию, однако заболел брюшным тифом и в 1915 году был демобилизован, вернувшись к концертной деятельности. В 1920-х годах гастролировал в Италии и Германии — по отзыву Е. М. Браудо, «блестящая беглость Фейнберга и очень высокая музыкальность произвели на немецкую публику, привыкшую к менее сложному и выразительному пианизму, впечатление чего-то небывало свежего».
Посещал музыкальные вечера или так называемые «среды» в квартире П. А. Ламма в Московской консерватории.
С 1922 года профессор МГК имени П. И. Чайковского, с 1936 года заведовал кафедрой.
Умер 22 октября 1962 года. Похоронен в Москве на Головинском кладбище.

## Исполнительское творчество
Фейнберг был близок к А. Н. Скрябину и стал заметным исполнителем его музыки. В его исполнении впервые прозвучал ряд сочинений С. С. Прокофьева, Н. Я. Мясковского и других отечественных авторов. Кроме того, в репертуар Фейнберга входили произведения И. С. Баха, В. А. Моцарта, Л. Бетховена, Ф. Шопена, Р. Шумана.

## Сочинения
Фейнберг сочинял музыку с 11 лет. Наиболее значительные его произведения — три концерта для фортепиано с оркестром (1931, 1944, 1947) и 12 фортепианных сонат, датированных с 1915 по 1962 год (из них наиболее популярной является шестая). Концерт № 3 записан пианистом В. В. Буниным, соната для скрипки и фортепиано — И. Тен-Берг и М. Шефером. Наибольший вклад в запись сочинений Фейнберга принадлежит французскому пианисту Кристофу Сиродо, записавшему шесть сонат (остальные шесть записал Николаос Самалтанос), ряд других сольных пьес, альбом его песен (с финскими вокалистами Рииттой-Майей Ахонен и Сами Луттиненом), а также, в концертном исполнении, концерт № 1 (с Хельсинкским филармоническим оркестром под управлением Лейфа Сегерстама).
Фейнбергу принадлежит монография «Пианизм как искусство» (М.: Музыка, 1965, второе издание 1969) и ряд статей, собранных в книгу «Судьба музыкальной формы» (М.: Советский композитор, 1984).

## Педагогическая деятельность
Воспитанниками Фейнберга в Московской консерватории были Виктор Мержанов, Владимир Натансон, Валерия Варшавская, Нина Емельянова, Виктор Бунин, Леонид Зюзин, Татьяна Евтодьева, Людмила Рощина, Зинаида Игнатьева, и многие другие.

## Награды, премии и звания
- заслуженный деятель искусств РСФСР (1937)
- Сталинская премия второй степени (1946) — за концерт для фортепиано с оркестром
- орден Ленина
- два ордена Трудового Красного Знамени (27.04.1937 — за выдающиеся заслуги в области подготовки музыкальных кадров, 28.12.1946)
- медали